# Kengia
Kengia là một chi thực vật có hoa trong họ Hòa thảo (Poaceae).

## Loài
Chi Kengia gồm các loài: